# Елсмер (Кентуккі)
Елсмер (англ. Elsmere) — місто (англ. city) в США, в окрузі Кентон штату Кентуккі. Населення — 9159 осіб (2020).

## Географія
Елсмер розташований за координатами 38°59′37″ пн. ш. 84°36′6″ зх. д. / 38.99361° пн. ш. 84.60167° зх. д. (38.993609, -84.601742).  За даними Бюро перепису населення США в 2010 році місто мало площу 6,86 км², з яких 6,81 км² — суходіл та 0,05 км² — водойми.

## Демографія
Згідно з переписом 2010 року, у місті мешкала 8451 особа в 2992 домогосподарствах у складі 2131 родини. Густота населення становила 1232 особи/км².  Було 3263 помешкання (476/км²).
Расовий склад населення:
| - 84,3 % — білих - 7,1 % — чорних або афроамериканців - 0,4 % — корінних американців - 0,4 % — азіатів - 0,2 % — вихідців з тихоокеанських островів - 4,2 % — осіб інших рас |

До двох чи більше рас належало 3,4 %. Частка іспаномовних становила 8,2 % від усіх жителів.
За віковим діапазоном населення розподілялося таким чином: 29,3 % — особи молодші 18 років, 61,6 % — особи у віці 18—64 років, 9,1 % — особи у віці 65 років та старші. Медіана віку мешканця становила 31,9 року. На 100 осіб жіночої статі у місті припадало 96,2 чоловіків;  на 100 жінок у віці від 18 років та старших — 94,7 чоловіків також старших 18 років.
Середній дохід на одне домашнє господарство  становив 54 722 долари США (медіана — 46 642), а середній дохід на одну сім'ю — 59 122 долари (медіана — 50 685). Медіана доходів становила 34 588 доларів для чоловіків та 37 745 доларів для жінок. За межею бідності перебувало 22,3 % осіб, у тому числі 40,5 % дітей у віці до 18 років та 11,0 % осіб у віці 65 років та старших.
Цивільне працевлаштоване населення становило 4207 осіб. Основні галузі зайнятості: освіта, охорона здоров'я та соціальна допомога — 14,5 %, виробництво — 13,1 %, науковці, спеціалісти, менеджери — 13,0 %.